# Jedediah Smith
Jedediah Strong [Fuerte] Smith (Jericho, Nueva York, 6 de enero de 1799 - 27 de mayo de 1831) fue un cazador, trampero, comerciante de pieles, pionero, autor, cartógrafo y explorador de las Montañas Rocosas, de la Costa Oeste de Estados Unidos y del Suroeste de Estados Unidos durante el siglo XIX.: 7 
Olvidado por los historiadores, casi un siglo después de su muerte Smith ha sido redescubierto como un héroe estadounidense que fue el primer hombre blanco que viajó por tierra desde la frontera de Salt Lake, a lo largo del río Colorado, el desierto de Mojave hasta alcanzar finalmente California. Smith fue el primer ciudadano estadounidense que exploró hacia el este cruzando la Sierra Nevada y la traicionera Gran Cuenca. Smith también fue el primer estadounidense que remontó la costa de California hasta alcanzar el territorio de Oregón. No solamente fue el primero en hacer esto, sino que él y Robert Stuart descubrieron el paso Sur (South Pass), que se convertirá en la principal ruta utilizada por los pioneros para viajar al territorio de Oregón. Superviviente de tres masacres y de un ataque de oso grizzly, las exploraciones y descubrimientos documentados de Jedediah Smith fueron muy significativos en la apertura del Oeste estadounidense a la expansión de los colonos blancos y ganaderos.: 7  En los años de la fiebre del oro de California, buscadores de oro y colonos acudieron a las áreas en las que Old Jed Smith había abierto caminos como trampero y comerciante de pieles.
Smith era un metodista muy devoto, algo inusual entre los tramperos. Se decía que sus compañeros más íntimos eran su Biblia y su rifle. En 1831, mientras buscaba agua fuera del camino de Santa Fe, Smith fue asesinado por un grupo de guerreros comanches. Según Maurice Sullivan:

Smith fue el primer hombre blanco en cruzar el futuro estado de Nevada, el primero en atravesar Utah de norte a sur y de oeste a este; el primer estadounidense en entrar en California por una ruta terrestre; el primer hombre blanco en escalar la Sierra Nevada, y el primero en explorar el interior de la costa del Pacífico desde San Diego a las orillas del río Columbia.
Maurice Sullivan

Jedediah Smith es conocido sobre todo por liderar el grupo de exploradores que redescubrió el paso Sur, que acortaba el tiempo necesario para llegar a la vertiente occidental de las Montañas Rocosas desde San Luis (Misuri). A lo largo de su vida, Smith viajó más intensamente por territorio desconocido que cualquier otro occidental. Smith exploró el noroeste de California, lo cual se conmemora al dar su nombre al Parque Estatal Jedediah Smith Redwoods y al río Smith, y fue el primero en alcanzar Oregón por tierra siguiendo una ruta por la costa de California. Gran parte de la vertiente occidental de las montañas Grand Teton, en Wyoming recibe el nombre de Jedediah Smith Wilderness, en homenaje suyo. Y la ruta Jedediah Smith Memorial Trail corre entre Folsom (California) y Sacramento (California), a través de los primitivos campos de la fiebre del oro que actualmente conforman la ruta American River Parkway.
Smith llevó el resto de su vida las cicatrices del ataque de un oso grizzly a las orillas del río Cheyenne. Miembros de su partida presenciaron la pelea entre Smith y el oso. El oso le abrió el costado con sus garras y le mordió la cabeza. El oso se retiró y los tramperos socorrieron a Smith, le vendaron las costillas, le limpiaron las heridas y le suturaron malamente los cortes de la cabeza y la oreja.

## Biografía

### Primeros años
Jedediah Smith nació en Jericho (Nueva York) (ahora conocida como Bainbridge) el 6 de enero de 1799. Tenía antepasados en Nueva Inglaterra de ascendencia hugonotes y vascos franceses, como Thomas Bascom, un policía de Northampton Massachusetts, que había llegado a EE. UU. en 1634. Smith creció en dos familias temerosas de Dios y fue enseñado personalmente por predicadores de circuitos metodista. Alrededor de 1810, el padre de Smith, dueño de una tienda, fue detenido supuestamente por usar moneda falsa. Para proteger la reputación de su familia, el anciano Smith se mudó con su familia al condado de Erie (Pensilvania). Mientras crecía, el amor de Jedediah por la naturaleza y la aventura le vino de su mentor, Titus G. V. Simons, un médico pionero que tenía una estrecha relación con la familia Smith. Simons le dio al joven Smith una copia del diario de la expedición de Lewis y Clark de 1814 hasta el Pacífico, copia que según la leyenda, habría llevado en todos sus viajes por todo el oeste de Estados Unidos. Su apodo familiar mientras crecía era Diah. Más adelante, en 1817, la familia Smith se trasladó de nuevo hacia el oeste, a Ohio, y se instaló en Green Township o lo que ahora es el condado de Ashland.: 25, 39 

### Con la compañía de Ashley

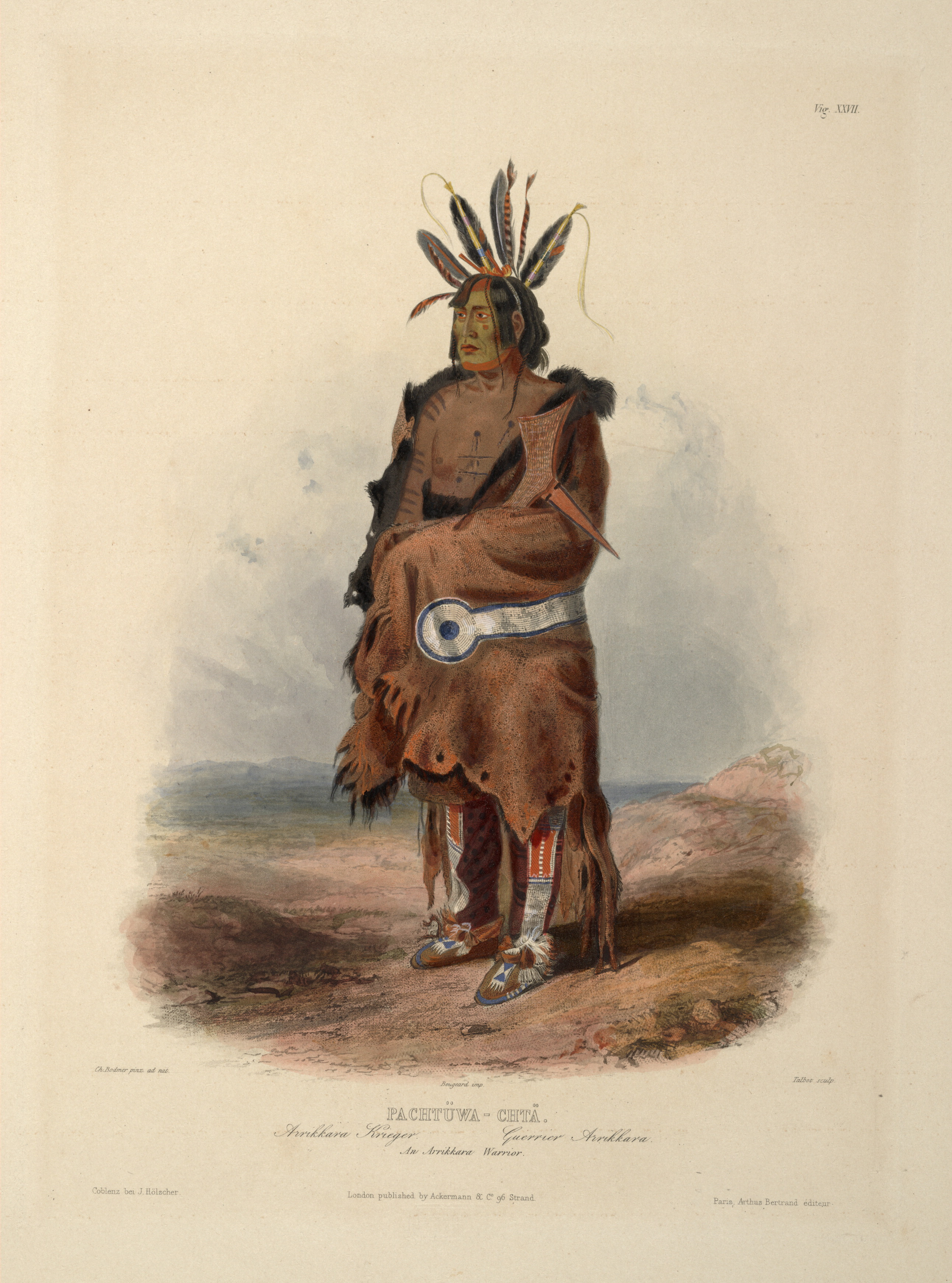
Guerrero arikara (Bodmer, (1840-1843).

Mientras estaban en Green Township la familia Smith empezó a disminuir sus ingresos. En 1821, Jedediah comenzó a escribir en su diario y viajó a Illinois en un esfuerzo por encontrar un empleo. En 1822 Jedediah viajó a St. Louis y respondió a un anuncio insertado en la  Missouri Gazette por el general William H. Ashley. Ashley y el mayor Andrew Henry eran los socios propietarios de la compañía de pieles American Fur Company. Según el anuncio, el general Ashley estaba buscando «jóvenes emprendedores» (Enterprising Young Men) para explorar el río Misuri y participar en el negocio de comercio de pieles en las montañas Rocosas. Jedediah, que medía ya 1,80 m y de ojos azules, con 23 años y una presencia imponente, se presentó e impresionó al general, que le contrató. Ashley dirigió inicialmente la expedición y Jedediah consiguió ver por vez primera la frontera occidental y entrar en contacto con las tribus sioux y arikaras. Jedediah finalmente llegó a Fort Arikaras, bajo el control del comandante Andrew Henry en las estribaciones de las montañas Rocosas en el río Yellowstone. En su primera expedición por el Misuri, Jedediah aprendió a trampear, atrapar castores y cazar búfalos.: 27–46 

### La masacre de los arikaras
En 1822, el general Ashley ordenó a Smith que regresara aguas abajo por el Misuri hasta el río Grand (hoy Dakota del Sur). Cuando regresó Jedediah, los nativos arikaras, que eran cada vez más hostiles, atacaron y masacraron a 13 de los hombres de Ashley. Jedediah luchó valientemente, y los hombres que sobrevivieron, entre ellos el general Ashley, tomaron nota de la conducta de Jedediah durante la lucha. Ashley nombró a Smith como uno de sus capitanes.

### El paso Sur

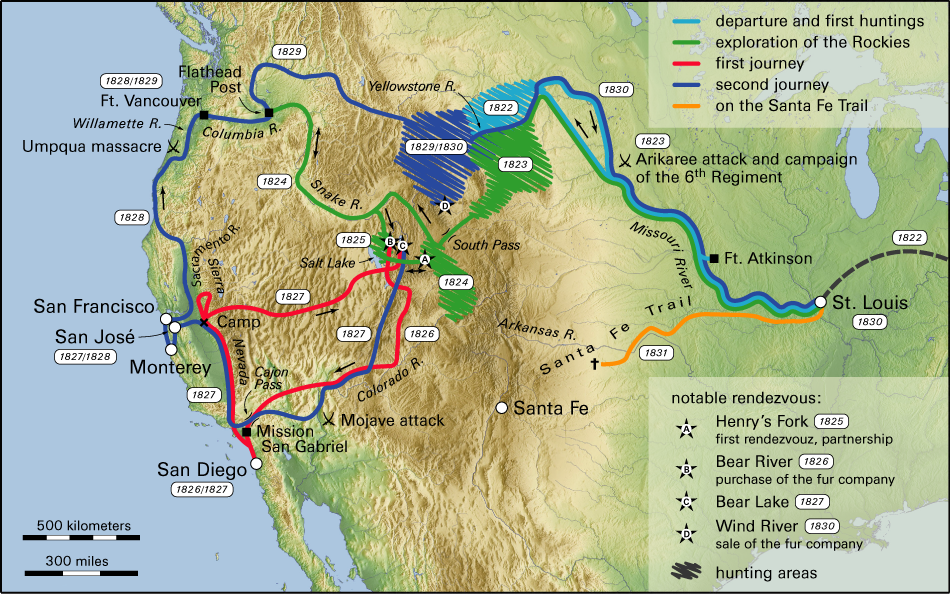
La exploración del Oeste por Jedediah Smith.

En 1823, siendo ya Jedediah uno de los líderes de los hombres de Ashley, tomó parte en una partida para atrapar castores y explorar las Montañas Rocosas al sur del río Yellowstone. El grupo pasó el resto del invierno de 1823 en el valle del río Wind. Al año siguiente, en 1824, Smith lanzó una expedición exploratoria para encontrar una ruta apropiada a través de las Montañas Rocosas. Smith fue capaz de obtener información de los nativos crow [cuervos]. Comunicándose con los crow, uno de sus hombres hizo un mapa singular (con cuero de búfalo y arena), y los crow fueron capaces de indicarles la dirección hacia el paso Sur. Jedediah y sus hombres cruzaron a través de este paso las Montañas Rocosas y lograron llegar hasta el río Green en lo que hoy es el estado de Utah. Desde 1824 hasta 1825, Jedediah y sus hombres exploraron esa región de las Montañas Rocosas y trampearon en los ríos Green, Bear, Snake, y Clark's Fork y luego regresó. El 1 de julio de 1825 Smith se convirtió en socio de William H. Ashley. El otro socio de Ashley, Andrew Henry, se había retirado del comercio de pieles. El redescubrimiento del paso Sur de los indios crow fue muy importante, ya que esa era la ruta más rápida y directa para llegar a las laderas occidentales de las Montañas Rocosas y entrar en California.: 90 : 83 
Smith era a menudo reconocido por las importantes cicatrices faciales que tenía debidas a una ataque de un oso grizzly en el río Cheyenne. En 1824, mientras buscaba obtener de los crow caballos de refresco y obtener direcciones para llegar al oeste, Jedediah fue acosado y atacado por un gran oso grizzly. El enorme oso derribó a Jedediah al suelo. Le rompió las costillas y los miembros de su partida fueron testigos de como Smith luchó con el oso, que le abrió el costado con sus garras y metió su cabeza en la boca. El oso de repente se retiró y los hombres corrieron para ayudar a Smith. Encontraron su cuero cabelludo y orejas casi arrancadas, pero convencieron a un amigo, Jim Clyman, para que se las cosiera, dándole instrucciones. Los tramperos le dieron agua, le vendaron las costillas rotas y le limpiaron las heridas. Después de recuperarse de sus sangrantes heridas y las costillas rotas, Jedediah se dejó el pelo largo para cubrir la gran cicatriz que iba de la ceja a la oreja.

### El primer viaje a California, 1826-1827

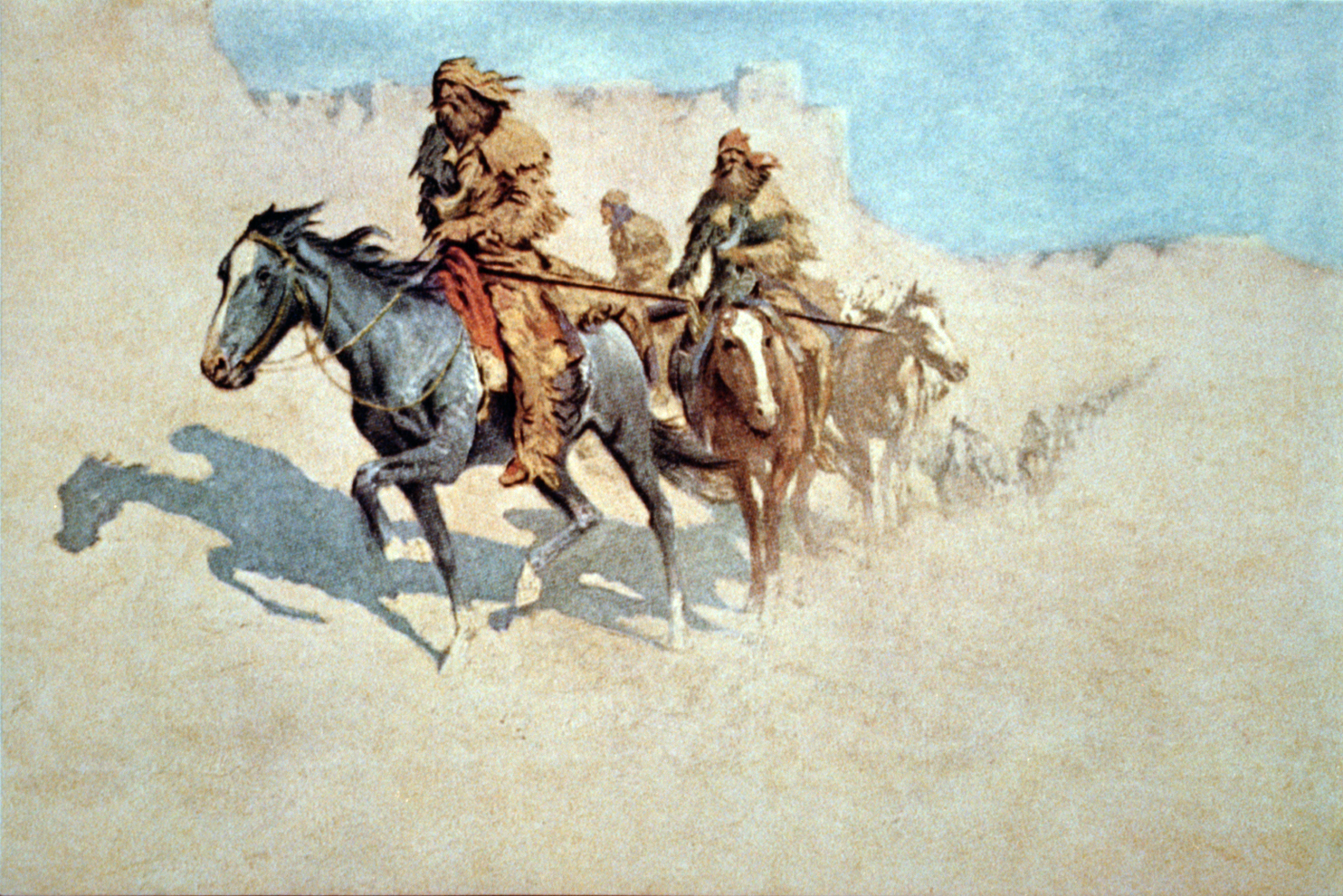
Jedediah Smith's party crossing the burning Mojave Desert during the 1826 trek to California, obra de Frederic Remington.

En 1826, William H. Ashley se retiró del comercio de la piel, y en un complicado acuerdo vendió su parte a una compañía de nueva creación cuyos socios eran Jedediah Smith, David E. Jackson y William L. Sublette.: 85  Smith lideró una partida de la compañía en una expedición exploratoria a California en 1826 y 1827, lo que lo ocasionó problemas con las autoridades mexicanas. Al igual que con la expedición de Zebulon Pike dos décadas antes, las autoridades mexicanas vieron en la partida de Smith un presagio de futuros problemas con los Estados Unidos. A diferencia de la expedición Pike, que fue encargada por el ejército de Estados Unidos, la partida de Smith era una asunto comercial privado. Aunque cinco de los miembros de la partida de 1826 llevaban pasaportes de los Estados Unidos, la excursión en territorio mexicano había sido autorizada por el gobierno de los Estados Unidos pero sin el permiso del gobierno mexicano.
El propósito principal del viaje era la exploración, siendo la búsqueda de nuevos terrenos de caza del castor un objetivo secundario. La partida salió de la zona de lago Bear (ahora en la frontera entre Utah y Idaho) en agosto de 1826, en dirección sur atravesando Utah hasta alcanzar el río Colorado, encontrando condiciones cada vez más duras que hacían muy difícil el viaje.
Hallaron un poblado de amigables mohave donde los hombres se recuperaron y se encontraron con dos hombres tongvas, que se ofrecieron a guiarlos a la Misión San Gabriel Arcángel, de donde eran fugitivos. Después de dejar el río y dirigirse hacia el oeste por el desierto de Mojave, la partida fue atacada por un grupo de mohaves hostiles y perdieron varios hombres. Los guías les llevaron a través del desierto por un camino que evitaba el valle de la Muerte, el que será conocido como el Viejo Sendero Español (un camino que más o menos sigue la ruta de la actual carretera Interestatal 15. Desde el lago Soda, siguieron el intermitente río Mojave entrando en las montañas de San Bernardino, que cruzaron un poco al este del hoy Cajon Pass, saliendo en lo que hoy es Etiwanda en Rancho Cucamonga. Era un entorno muy diferente, la paradisíaca California de la Costa Este de la que marineros y periódicos hablaban. En lugar de ir a la cercana estancia de San Bernardino de Sena, se dirigieron rápidamente al oeste (siguiendo el camino de la futura Route 66), llegando a la Misión el 27 de noviembre de 1826.

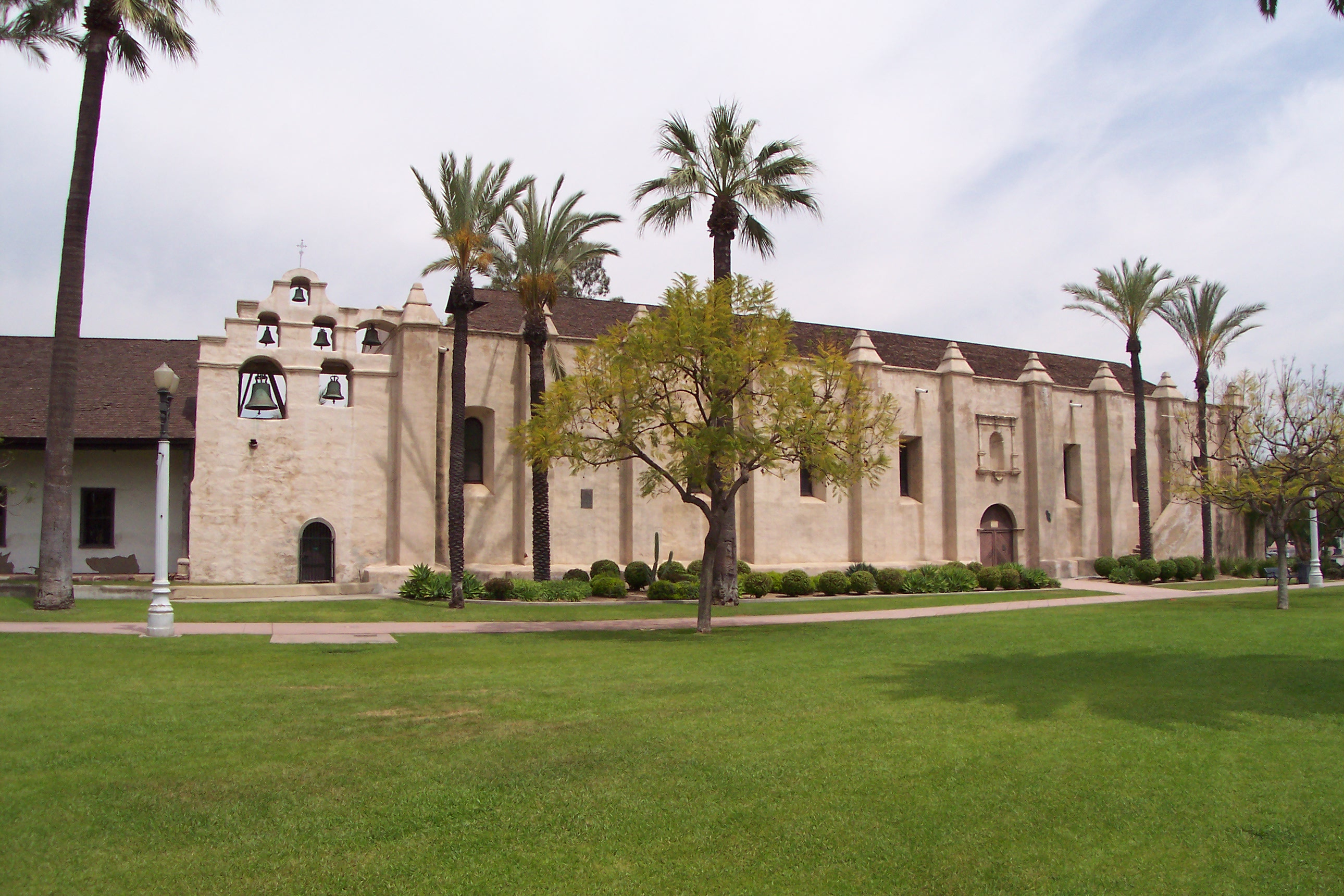
El padre Sánchez obsequió a a Jedediah y sus hombres con una espléndida cena en la Misión San Gabriel.

Fueron recibidos amablemente por el presidente de la misión, José Bernardo Sánchez (varios miembros de la partida de Smith recordaron a Sánchez con cariño en sus diarios). Sánchez aconsejó a Smith que comunicase al gobernador José María Echeandía, que estaba en San Diego, el porqué de la estancia de su partida en el país y resolviera su anómala situación. El 8 de diciembre Echeandía ordenó a Smith que se presentase en San Diego, aparentemente bajo arresto (simbólicamente, un soldado escoltó a los que emprendieron el viaje con Smith, varios sacerdotes de la misión y un capitán de barco mercante británico). El resto del grupo se mantuvo en la misión, donde, mal abastecidos, se pusieron a trabajar bajo la supervisión de un tal José Chapman, un antiguo marinero reclutado a la fuerza en Hawái por el corsario Hipólito Bouchard. Al llegar a California, Chapman abandonó a Bouchard y se hizo ciudadano mexicano.
En San Diego, Smith se entrevistó en varias ocasiones con Echeandía, que nunca se convenció de que Smith solamente estaba buscando comida y refugio. Smith le solicitó permiso para viajar al norte del río Columbia, desde donde eran bien conocidas las sendas al territorio estadounidense. Smith incluso le entregó sus diarios, en un intento de demostrar sus intenciones. No obstante, Echeandía no resolvió el asunto rápidamente y envió el asunto a las autoridades en Sonora, para que lo estudiaran, lo que causó mucho disgusto a Smith. Tras ser presionado por Smith durante un mes, Echeandía cambio de opinión y liberó a Smith, y sus hombres, con la promesa de que regresarían a Estados Unidos por el mismo camino y de que nunca volverían a México. Smith mantuvo la promesa hasta después de volver a cruzar las montañas de San Bernardino, pero luego se volvió hacia el norte y entró en el valle de San Joaquín a través del Old Tejon Pass, y exploró hacia el norte hasta lo que ahora se llama el río American.
A finales de la primavera de 1827, el grueso del grupo permaneció en el valle mientras Smith y dos otros hombres intentaban cruzar la Sierra Nevada, primero una vez en mayo sin éxito y otra vez en junio. El cruce del desierto fue de nuevo duro y murió uno de los compañeros de Smith, Robert Evans. Los otros dos finalmente llegaron al punto de reunión anual de los tramperos (rendezvous de las montañas Rocosas) en el lago Bear, en la frontera de lo que hoy son los estados de Idaho y Utah.
A principios de mayo de 1827, Smith y su partida habían acumulado más de 1.500 libras de pieles de castor; conseguir llevar esas pieles al rendezvous de los tramperos de ese año cerca de Great Salt Lake, fue sin duda un problema. Habían viajado 350 kilómetros al norte, en busca del mítico río Buenaventura, pero no encontraron ninguna brecha en la pared de la cordillera de Sierra Nevada. Remontaron el cañón escarpado del río American, pero tuvieron que regresar debido a que la nieve era muy profunda. Si hubiesen completado su travesía más al norte, es posible que hubieran encontrado el lago Tahoe y el río Humboldt en Nevada, la ruta vital a través de la Gran Cuenca que posteriormente fue utilizada por los inmigrantes de California. Pero la fuerte nevada les obligó a tomar una decisión: quería salvar sus caballos, y sus hombres, regresando al oeste por el valle central y el río Stanislaus y reestableciendo su campamento allí. Peter Skene Ogden, un año y medio más tarde, en 1828, descubrió la ruta natural de la cuenca del río Humboldt.: 211  Jedediah, teniendo solamente dos hombres y algunos caballos extra, comenzó su travesía épica de la Sierra Nevada un poco más al sur, pasando por el Ebbets Pass. Su plan era llegar al encuentro tan pronto como le fuera posible y regresar a California con una partida de tramperos con más hombres a finales de año.
Después de cruzar la Sierra Nevada, Smith probablemente vio el lago Walker y continuó hacia el este cruzando el centro de Nevada. Su ruta fue recta a través de alguno de los desierto más difíciles de América del Norte, conocida como la Gran Cuenca. Un hombre, Robert Evans, se derrumbó y no pudo avanzar más. Jed y Silas Gobel dejaron brevemente a Evans y siguieron adelante hasta el pie de una montaña. Encontraron un poco de agua y Jed volvió y rescató a Evans. Finalmente los tres llegaron al Great Salt Lake, una hermosa vista que Smith llamaba «mi casa de lo inhóspito» (“my home of the wilderness”). Los indios locales les dijeron que tramperos blancos se estaban reuniendo más al norte, en «el pequeña lago» (lago Bear). Los tres llegaron al rendezvous el día 3 de julio. Los hombres de las montañas celebraron la llegada de Jed con una salva de cañón (el primer vehículo de ruedas llevado nunca tan al oeste) porque habían dado a Jed por muerto y a su partida por perdida.

### Segundo viaje a California, 1827-1828

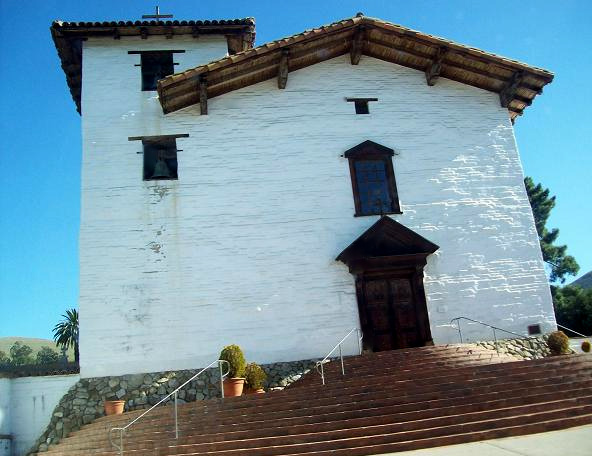
Smith's return to California threatened Mexican authority at Mission San José.

A pesar de la advertencia de Echeandía, Smith regresó a California al año siguiente, con dieciocho hombres y dos mujeres franco-canadienses, siguiendo la ruta del río Colorado y el desierto de Mojave que ahora ya conocía bien. En el río Colorado, la partida fue atacada por los mojave, matando a diez hombres, entre ellos Silas Gobel y apresando a las dos mujeres.: 240  Jedediah y los ocho supervivientes, uno gravemente herido en el combate, opusieron una resistencia desesperada en las orillas del Colorado, después de haber hecho una improvisada empalizada con brazadas de leña de los árboles.: 240–241  Rodeado de cientos de mojave hostiles, Jedediah y sus hombres hicieron lanzas amarrando sus cuchillos de carnicero a largas pértigas.: 241  Cuando los indios comenzaron a acercarse, Jedediah ordenó a sus hombres que disparasen solo a los indios a su alcance.: 241  Dos mohaves fueron muertos a tiros, mientras otro fue herido. Los mojaves restantes huyeron y Jedediah y sus hombres se salvaron de ser masacrados.: 241  Jedediah y sus hombres continuaron hasta entrar en California y llegar al valle de San Bernardino.: 243 
Smith y los otros sobrevivientes fueron nuevamente bien recibidos en San Gabriel. La partida se trasladó al norte para reunirse con el grupo que se había quedado en el valle de San Joaquín. A diferencia de San Gabriel, fueron fríamente recibidos por los sacerdotes de la Misión de San José, que ya habían recibido la advertencia de una renovada presencia de Smith en la zona. La partida de Smith también visitó los asentamientos de Monterey y Yerba Buena (San Francisco).
El gobernador Echeandía, que estaba en ese entonces en Monterrey (capital de la Alta California), arrestó nuevamente a Smith, esta vez junto a sus hombres. Sin embargo, a pesar de la pérdida de confianza, el gobernador soltó una vez más Smith con la misma promesa de abandonar la provincia de inmediato y no volver, y como antes, Smith y su partida se mantuvo en la caza de California en el valle de Sacramento durante varios meses, antes de dirigirse hacia el norte por la costa del Pacífico para utilizar el río Columbia de regresar a su sede. Jedediah se convirtió en el primer explorador en llegar al territorio de Oregón por tierra, viajando por la costa de California. Sin embargo, su segundo encuentro con las autoridades, además de la extrema penurias de sus partes con experiencia en ambos viajes, lo convenció de no volver jamás a California, y dedicó sus siguientes años a la construcción de su compañía de pieles.

### Viaje al territorio de Oregón

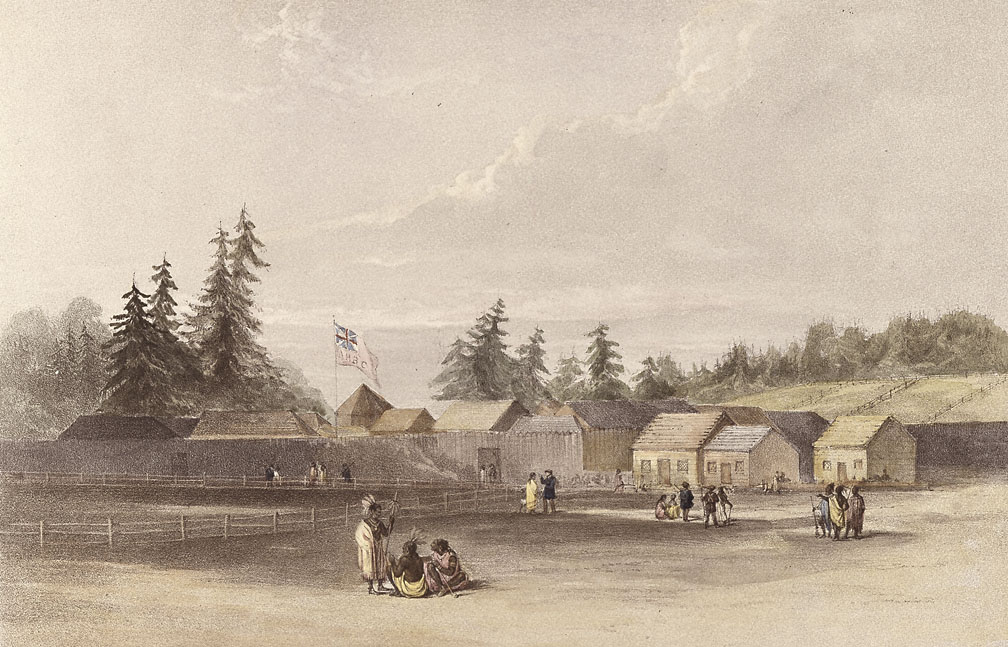
Fort Vancouver, donde a Jedediah y la partida restante se les dio protección después de la masacre de los umpqua en 1828. Dibujado por el teniente Herny Warre en 1845.

En el territorio de Oregon, la partida de Smith tuvo un conflicto por un hacha robada con la tribu de los umpqua que vivían cerca del río Umpqua. La partida de Smith había amenazado con ejecutar al hombre al que acusaron de robar el hacha. Más tarde, el grupo de Smith fue atacado y quince de los diecinueve hombres de Smith fueron asesinados. Smith logró llegar a Fort Vancouver, un puesto comercial de la Hudson's Bay Company (HBC), donde recibió ayuda del gobernador George Simpson que pasaba por el fuerte Vancouver en el momento y simpatizó con Smith y le reprendió por tratar a los indios con dureza. Simpson envió a Alexander McLeod al sur para rescatar los restos de la partida de Smith y sus bienes. McLeod volvió a Fort Vancouver con 700 pieles de castor y 39 caballos, todo en mal estado. John McLoughlin, a cargo del Fort Vancouver, pagó a Smith $2600 por las mercancías. Por su parte, Smith aseguró que su compañía estadounidense se limitaría sus operaciones en la región oriental de la gran divisoria de América.

### Expedición con los pies negros 1829-1830
En 1829, el capitán Smith organizó personalmente una expedición de comercio de pieles al territorio de los pies negros. Smith fue capaz de obtener una buena cantidad de pieles de castor antes de ser rechazados por los pies negros hostiles. Jim Bridger sirvió como piloto de la embarcación en el río Powder durante la rentable expedición de hombres de las montañas. En los cuatro años de trampeo de pieles occidental la firma de Smith, Jackson y Sublette fue capaz de obtener un beneficio sustancial. En el encuentro de 1830 en el río Wild, Smith, Jackson y Sublette vendieron su compañía de comercio de pieles a Thomas Fitzpatrick, Milton Sublette, Jim Bridger, Henry Fraeb y John Baptiste Gervais. Estos cinco hombres formaron lo que luego se conoció como la Rocky Mountain Fur Company. En 1830, Smith se retiró del negocio de comercio de pieles y el 11 de octubre regresó a San Luis con una rentable recompensa.: 98–99 

### Retorno a St. Louis
Tras el regreso de Smith a San Luis en 1830, él y sus compañeros escribieron una carta el 29 de octubre al secretario de Guerra John H. Eaton y le informaron de las "implicaciones militares" en términos de que los británicos supuestamente enemistaban la población nativa contra cualquier trampero estadounidense en el noroeste del Pacífico. Según el biógrafo, Dale L. Morgan, la carta de Smith era «una clara visión de estado del interés nacional».: 323 
Smith no se había olvidado de los problemas financieros de su familia en Ohio. Después de obtener una considerable ganancia de la venta de pieles, más de $17.000 (aprox. $4 millones en 2011), Jedediah envió $1,500 a su familia en Green Township, con los que su hermano Ralph compró una granja. Smith también compró una casa en la Primera Avenida de San Luis para ser compartida con sus hermanos. Smith compró dos esclavos africanos para cuidar de la propiedad en San Luis.: 323–324 
La continua actividad de Smith en St. Louis le llevó a que conjuntamente con Samuel Parkman hiciera un mapa de sus descubrimientos cartográficos en el Oeste. Jedediah, con el fin de hacer su mapa completo, necesitaba información de primera mano en el suroeste, un área que no había explorado extensivamente. En 1831, Smith y sus compañeros formaron una compañía de abastecimiento de 74 hombres, veintidós carromatos y un cañón de artillería de "seis libras" para su protección. A solicitud de William H. Ashley, Smith recibió un pasaporte del senador Thomas Hart Benton el 3 de marzo de 1831. Smith y compañía dejaron St. Louis para comerciar en Santa Fe el 10 de abril de 1831.: 325–327 

### Muerte

Comanches tal como se los representaba en la década de 1830. Jedediah Smith fue asesinado en 1831, cuando fue vencido por guerreros comanches a caballo, que le alancearon (obra de Lino Sánchez y Tapia, 1830).

En 1831, Smith se involucró en el comercio de alimentación conocido como el «comercio de las praderas». Smith conducía caravanas de carromatos con suministros para el Rocky Mountain Fur Company en la ruta de Santa Fe en mayo de 1831 cuando abandonó el grupo para explorar por agua cerca de Lower Spring en el río Cimarron en nuestros días el suroeste de Kansas.: 99  Nunca volvió al grupo. El resto de la partida procedió hasta Santa Fe con la esperanza de que Smith se reuniría con ellos allí, pero nunca llegó. Poco tiempo después, los miembros de la partida de comercio descubrieron que un comerciante mexicano en el mercado de Santa Fe estaba vendiendo varios de los objetos personales de Smith. Cuando se le preguntó por ellos, el comerciante indicó que los había adquirido de una banda de cazadores comanches.
Otro relato más de su muerte aparece en la obra Give Your Heart to the Hawks: A Tribute to the Mountain Men, de Winifred Blevins, en la que cita detalles de un encuentro con comanches en un cañón, en que cuatro valientes le atraparon.
Según su biógrafo Dale L. Morgan, Smith estaba buscando agua para la expedición de 1831, cuando se encontró con un grupo estimado de 15 a 20 comanches. Hubo un breve cara a cara hasta que los comanches asustaron a su caballo y le dispararon en el hombro izquierdo. Después jadeando por la herida, Smith hizo girar su caballo y con un disparo de rifle fue capaz de matar a su jefe. Los comanches entonces corrieron tras Smith, que no tuvo tiempo de usar sus pistolas, y lo alancearon hasta la muerte. Austin Smith, el hermano de Jedediah, fue capaz de recuperar el rifle y las pistolas de Smith que los indios habían tomado y cambiado a los mexicanos.

## Rasgos personales
Jedediah Smith fue un típico hombre de las montañas. Siguiendo las prácticas metodistas, Smith era conocido por ser un hombre piadoso, reservado, que a menudo leía la Biblia, meditaba y oraba. Smith nunca se jactó y tenía una personalidad severa y rara vez mostró sentido del humor. Smith no mantenía relaciones sexuales con las nativas. A diferencia de sus compañeros de las montañas, Smith nunca fumó, ni se emborrachó o utilizó malas palabras. Smith era conocido por las muchas observaciones que recogía sistemáticamente sobre la naturaleza y la topografía.: 42 

## Opiniones sobre los indios nativos
Mientras viajaba a lo largo del oeste de Estados Unidos, la política de Jedediah con los nativos era mantener relaciones amistosas con regalos e intercambios. Sin embargo, si sentía que los indios estaban hostigando a su partida, hacía una demostración de fuerza matando a uno o dos nativos con un rifle. Esto disuadía casi cualquier agresión tribal aún más contra él y su grupo. Smith castigó a sus hombres por disparar indiscriminadamente a los indios si no percibía ninguna amenaza. La renuencia a matar indios se debía a su fe y formación metodista. Smith sostuvo las creencias contemporáneas de que los nativos americanos eran en su mayor parte intelectualmente inferiores a los blancos y los consideraba poco fiables. Smith afirmó que los indios eran «hijos de la naturaleza»; un eslabón entre los animales y los seres humanos.: 261 

## Legado
Las exploraciones de Jedediah Smith fueron la base principal para tener mapas precisos del Pacífico-Oeste; todos los viajes y descubrimientos de los tramperos y comerciantes de pieles desde Ashley se recogieron en el mapa del oeste de los Estados Unidos que preparó en el invierno de 1830-1831. Este mapa ha sido descrito como «un hito en la cartografía del oeste americano». En un elogio de Smith impreso en la Illinois Magazine de junio de 1832, un autor desconocido afirmó: «Este mapa es ahora probablemente el mejor existente, de las Montañas Rocosas, y del país en ambos lados, desde los Estados hasta el Pacífico». El mapa original se ha perdido, y su contenido lo ha supuesto George Gibb a partir de un mapa de John C. Frémont, que está en los archivos de la American Geographical Biblioteca de la Sociedad, en la Universidad de Wisconsin-Milwaukee. Sus expediciones también plantearon dudas sobre la existencia del legendario río Buenaventura a partir de algunos mapas.
La exploración que hizo Smith en el noroeste de California se conmemora dando su nombre al parque estatal Smith Redwoods (Smith Redwoods State Park) y al río Smith. La mayor parte de la vertiente occidental de la famosa cordillera Teton de Wyoming se llama el desierto Jedediah Smith (Jedediah Smith Wilderness) por él.
Smith en su mayor parte fue olvidado por sus compatriotas como una figura histórica durante más de 75 años después de su muerte.: 7  Su reputación como personaje histórico fue revivida por un libro de H.C. Dale publicado en 1918, The Ashley-Smith Explorations and the Discovery of a Central Route to the Pacific, 1822-1829. M.S. Sullivan publicó en 1934 otro libro The Travels of Jedediah Smith, dando una nueva perspectiva documentada de las exploraciones de Smith.
The Dictionary of Biography, volumen 17, editado por Dumas Malone y publicado en 1935, contiene un artículo sobre Smith. El libro de Dale Morgan, Jedediah Smith and the Opening of the West, publicado en 1953, estableció a Smith como un auténtico héroe estadounidense cuyas exploraciones fueron eclipsados por la expedición de Lewis y Clark.: 7 
La última pieza del legado de Jedediah Smith se perdió después de su muerte y no se redescubrió hasta 1967, cuando se encontró el diario original de Smith de su primer viaje de California (1826-1827), entre una colección de materiales de historia familiar. Se anunció su publicación inminente del diario en un periódico St. Louis en fecha tan tardía como 1840, pero eso nunca sucedió. George R. Brooks editó y presentó el diario redescubierto, junto con el paralelo "daybook" de su compañero Harrison Rogers, en 1977 (véase lista de referencias).

## Última aventura y muerte de Jedediah Strong Smith
Posteriormente, Smith se dedicó al comercio de pieles en Santa Fe (Nuevo México). Smith lideraba un grupo de comerciantes en el camino de Santa Fe en mayo de 1831 cuando dejó el grupo para buscar agua. Nunca volvió con los demás. El resto de la partida avanzó a Santa Fe esperando que Smith se encontraría allí con ellos, pero él nunca llegó. Poco tiempo después miembros del mismo grupo encontraron a un comerciante mexicano en el mercado de Santa Fe exponiendo a la venta varias de las pertenencias personales de Smith. Cuando se le preguntó sobre los artículos, el comerciante indicó que los había adquirido a una banda de cazadores comanches. Los comanches le habían dicho que habían tomado esas pertenencias a un hombre blanco que habían matado cerca del río Cimarrón, en Nuevo México. El cuerpo de Smith nunca fue encontrado.

## Impacto en la cultura popular
El fundador de la ciudad de Springfield en Los Simpsons, Jebediah Springfield, está inspirado parcialmente en la figura histórica de Jedediah Smith.
También aparece en la trilogía de Una noche en el museo, interpretado por Owen Wilson.